# Charbray
Le charbray est une race bovine créée indépendamment au Texas et en Australie par le croisement de bovins charolais et brahmans. C'est un bovin assez grand, de couleur variant entre le crème et le rouge-clair, avec un fanon largement développé et une bosse peu perceptible au niveau de la nuque.
Cette race combine des caractéristiques des races. En effet, elle jouit de la rusticité des zébus brahmans et leur adaptation aux milieux chauds et secs dans lesquels on les élève, ainsi que des performances de croissance et des qualités de carcasse des charolais. De simple croisement, elle est devenue une race à part entière en Australie où elle est particulièrement populaire.

## Origine
Le charbray est issu de croisements entre des bovins charolais et des zébus brahmans. On considère généralement que le charbray a 5 huitièmes de sang charolais et 3 huitièmes de sang brahman. Elle fut créée au Texas dans les années 1930, de façon à profiter des aptitudes bouchères de la charolaise et l’adaptant aux conditions climatiques et aux systèmes de production locaux.
À partir de 1969, les importantes importations de semences charolaise en Australie ont conduit les éleveurs de brahman de ce pays à réitérer les pratiques des éleveurs américains en croisant leurs animaux avec des charolais. Ces bovins sont également nommés charbray à partir de 1977, et il est décidé que tout animal issu d’animaux de race pure charolais et brahmans et ayant 75 % de sang charolais et 25 % de sang brahman peut être intégré à la race charbray.
L’Australie prête une attention toute particulière au développement de cette race, qui compte aujourd’hui dans ce pays pas moins de 13 000 animaux inscrits au herd-book.

## Description

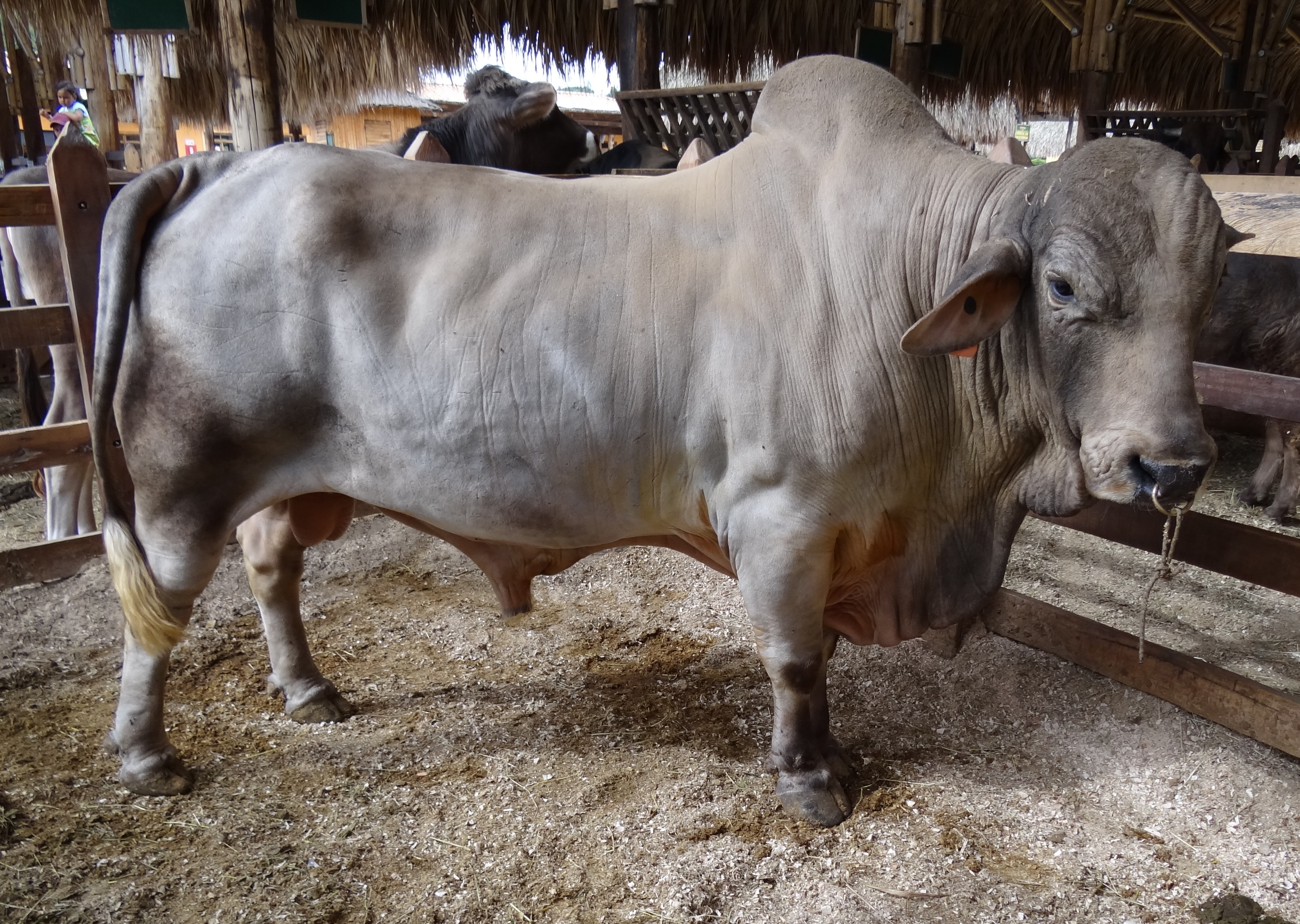
Taureau charbray à bosse zébuine prihéminente.

Le charbray est un bovin de grande taille, très bien conformé. Si sa bosse est presque imperceptible, le large fanon et la peau lâche indiquent bien l’intervention du zébu pour la création de la race. De manière générale, son apparence reflète bien les deux races qui ont permis sa création. Sa couleur peut varier de crème à rouge clair, les animaux de couleur trop foncée ayant tendance à être rejetés. Il est génétiquement sans corne, ou écorné. Ses oreilles, moyennes à grandes, sont dressées ou légèrement pendantes. Les membres ne sont pas très longs et adaptés à de longues marches. Ses os sont moyens à gros.

## Aptitudes
Le charbray combine la rusticité du zébu avec les grandes qualités bouchères de la charolaise. C'est une race qui vêle sans difficulté, pour donner naissance à un veau léger, mais avec un très fort potentiel de croissance. Les animaux grossissent très vite, avec un indice de consommation très intéressant quelle que soit l'alimentation qu'on leur offre. Les carcasses sont lourdes et ont un bon rendement. La rusticité du charbray est exemplaire. Il s'adapte très bien à des conditions difficiles et résistent notamment à la chaleur, la sècheresse et les parasites. Même dans ces conditions difficiles, la fertilité des femelles reste très bonne. Celles-ci sont pubères très rapidement et peuvent être rapidement mises à la reproduction pour un premier vêlage vers deux ans. On peut notamment utiliser la race en croisement avec des races locales de zébu pour maintenir les facultés de résistance en améliorant les aptitudes bouchères.

## Sélection
Les animaux charbray combinent les races brahman et charolaise dans des proportions ne pouvant dépasser 75 % de sang charolais ou 75 % de sang brahman, toutes les combinaisons intermédiaires étant acceptées. On peut intégrer au livre généalogique de la race des animaux issus de parents charbray enregistrés, ainsi que les animaux issus de croisements entre un parent charbray enregistré, et un parent charolais ou brahman enregistré, ou entre un charolais enregistré et un brahman enregistré.

## Diffusion
Le charbray est communément élevé dans les zones où l’on trouve également le brahman, où il se montre également bien adapté aux conditions climatiques chaudes et humides.